# Клешнино (Смоленская область)
Клешнино — деревня в Холм-Жирковском районе Смоленской области России. Входит в состав Томского сельского поселения. По состоянию на 2007 год постоянного населения не имеет.
Расположена в северной части области в 19 км к северо-западу от Холм-Жирковского, в 30 км юго-восточнее автодороги Р136 Смоленск — Нелидово, на берегу реки Вопь. В 4 км восточнее деревни расположена железнодорожная станция Никитинка на линии Дурово — Владимирский Тупик.

## История
В годы Великой Отечественной войны деревня была оккупирована гитлеровскими войсками в октябре 1941 года, освобождена в марте 1943 года.